# MBDA

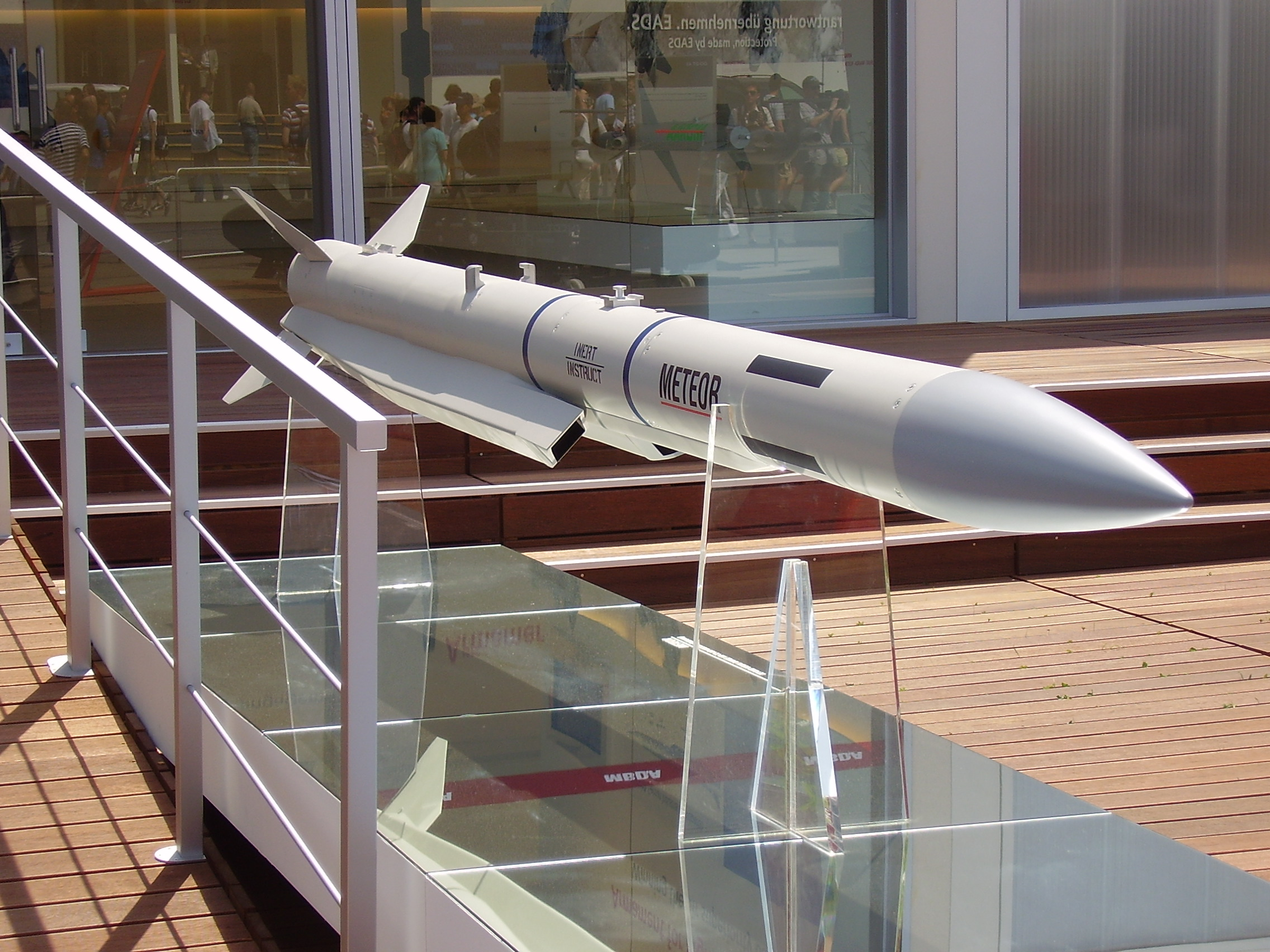

MBDA는 유럽의 미사일 제조 회사이다. 2001년 프랑스 에어버스, 이탈리아 레오나르도 S.p.A., 영국 BAE 시스템의 미사일 부분을 합병하여 설립했다. 2016년 10,000 명 이상의 직원을 두고 있다.

## 역사
유럽의 미사일 회사 통폐합은 1996년부터 시작되었다.

## 제품
- MBDA 미티어
- MBDA MICA
- 미스트랄 (유도탄)
- AIM-132 아스람
- 브림스톤 (유도탄)
- 엑조세
- HOT (미사일)
- 아스터 (유도탄)
- MEADS
- TRIGAT-LR